# Hành tinh carbon
Hành tinh carbon là một dạng hành tinh trên lý thuyết có chứa nhiều carbon hơn oxy.
Carbon là một thành phần phổ biến của các hệ hành tinh và là thành phần chủ yếu của sự sống trên Trái Đất. Các nhà thiên văn học thường đo tỉ lệ carbon/oxy để đánh giá thành phần của một ngôi sao. Mặt trời có tỉ lệ carbon/oxy vào khoảng 1/2 và đến nay chưa có hành tinh nào trong Hệ Mặt trời được ghi nhận có nhiều carbon hơn oxy (hiện các nhà thiên văn học chưa đo được tỉ lệ carbon/oxy trên sao Mộc, sao Thổ, sao Thiên Vương và sao Hải Vương).

## Khái niệm
Nếu như hành tinh của chúng ta có tỉ lệ oxy/carbon rất cao (carbon chỉ chiếm khoảng 0,1 % khối lượng Trái Đất) thì càng đến gần trung tâm của dải ngân hà, lượng carbon nhiều hơn oxy rất nhiều. Đây chính là những hành tinh carbon mà các nhà vũ trụ học nói đến. Ở Trái Đất, carbon thực sự chỉ chiếm một phần rất nhỏ, khoảng 0,1% khối lượng Trái Đất. Tuy nhiên, tại trung tâm của thiên hà, nơi có nguồn carbon vô cùng phong phú, dần hình thành nên những hành tinh với các đặc điểm rất riêng biệt. Ở nơi đây những gì có thể thấy tạo nên thứ mà các nhà khoa học vẫn thường gọi là "hành tinh carbon".

## Đặc điểm khí hậu
Bầu trời buổi sáng thật sự u ám với hình ảnh những đám mây màu vàng xen lẫn những đám mây đen tạo bởi "bồ hóng". Càng xuống sâu hơn nữa vào bầu khí quyển, hiện ra những đại dương, không phải màu xanh với đầy nước muối, mà là được đổ đầy những chất quánh như dầu thô và nhựa đường. Bề mặt hành tinh loang lổ là dấu tích của những bóng khí metan khổng lồ. Thời tiết ở đây cũng khồng hề đẹp với các cơn mưa dầu và nhựa đường. Tuy nhiên, ở nơi carbon dồi dào và thời tiết khắc nghiệt như thế này, đây thật sự là một hành tinh của kim cương và đá quý.

## Vị trí trong vũ trụ
Những hành tinh carbon thường xuất hiện ở gần trung tâm của dải ngân hà, lượng carbon nhiều hơn oxy.